# Limba guarani
Guarani (Avañe'ẽ) este o limbă amerindienă vorbită în America de Sud de 4.926.984 de oameni  și este așadar una din cele mai vorbite limbi amerindiene.
Guarani este limbă oficială în Paraguay (cu spaniola) și în provincia Corrientes (Argentina) și una din cele 36 de limbi oficiale în Bolivia. Guarani a devenit pe 22 noiembrie 2006 lângă spaniolă și portugheză a treia limbă oficială a organizației Mercosur.

## Clasificare și limbi înrudite
Limba guarani este o limbă amerindienă din grupul limbilor tupiane. Limba guarani este subîmpărțită în cinci limbi similiare, care sunt inteligibile între ele:
- Guarani paraguayană (codul ISO 639-3: gug) este vorbită de 4.850.000 de vorbitori[7], fiind așadar cea mai răspândită variantă de guarani. În zona capitalei Paraguayului (Asuncion) se vorbește guarani paraguayan cu multe cuvinte împrumutate din spaniolă. Această variantă se denumește Jopará. Alte denumiri pentru guarani paraguayană: avañe’e.
- Guarani est-boliviană (codul ISO 639-3: gui) este vorbită de 51.230 de vorbitori.[8] Alte denumiri pentru guarani est-bolivian: chawuncu , chiriguano, guarani vest-argentiniană.
- Mbya sau Mbyá (codul ISO 639-3: gun) este vorbită de 25.450 de vorbitori.[9] Alte denumiri pentru mbya: bugre, mbiá, mbuá.
- Ava (codul ISO 639-3: nhd) este vorbită de 11.900 de vorbitori.[10] Alte denumiri pentru ava: apytare, chiripá, nhandeva, ñandeva, tsiripá, txiripá. Dialectul apapocuva este similiar cu guarani paraguayană.
- Guarani vest-boliviană (codul ISO 639-3: gnw) este vorbită de 7.000 de vorbitori.[11] Alte denumiri pentru guarani vest-boliviană: simba, simba guarani.

## Distribuție geografică
Limba guarani este vorbită în America de Sud. Este vorbită în următoarele țări:
- Argentina: Guarani est-boliviană (guarani vest-argentiniană) este vorbită de 15.000 vorbitori (dată necunsoscută)[8] și mbya (guarani est-argentinian) de 3.000 de vorbitori (anul 2002).[9] Guarani este limbă oficială în provincia Corrientes din 28 septembrie 2004.[3]
- Bolivia: Guarani est-boliviană este vorbită de 33.700 de vorbitori (anul 2000) în zona sud-centrală a râului Parapetí și în orașul Tarija.[8] Guarani vest-boliviană este vorbită de 7.000 de vorbitori (dată necunoscută) în departamentul Chuquisaca.[11]
- Brazil: Mbya este vorbită de 6.000 de vorbitori (anul 2007)[9] și ava de 4.900 vorbitori (anul 1995) în sud-vestul Braziliei.[10] Guarani este limbă oficială în orașul Tacuru din 24 mai 2010.[12]
- Paraguay: Guarani paraguayană este vorbită de 4.650.000 de vorbitori (anul 1995).[7] Guarani paraguayan este limbă oficială[4] și cea mai vorbită limbă în Paraguay. Educația în Paraguay este bilingvă (guarani și spaniolă). Ava este vorbită de 7.000 vorbitori (anul 1991) în estul Paraguayului[10], guarani est-boliviană de 2.530 de vorbitori (anul 2007) în Chaco (zonă în vestul Paraguayului)[8] și mbya de 16.400 de vorbitori.[9]

Cei mai mulți vorbitori de guarani sunt bilingvi, vorbind guarani și spaniolă sau portugheză.

## Fonetică

### Vocale
Limba guarani are șase perechi de vocale: a, e, i, o, u, y. Fără diacritice aceste vocale sunt pronunțate oral: /a/, /e/, /i/, /o/, /u/, /ɨ/. Pentru vocalele semiînchise [e] și [o] se folosesc deseori alofonele [ɛ] și [ɔ]. Cu tildă, vocalele sunt pronunțate nazal: /ã/, /ẽ/, /ĩ/, /õ/, /ũ/, /ɨ̃/.
|             | Anterioare | Centrale | Posterioare |
| ----------- | ---------- | -------- | ----------- |
| Închise     | /i/, /ĩ/   | /ɨ/, /ɨ̃/ | /u/, /ũ/    |
| Semiînchise | /e/, /ẽ/   |          | /o/, /õ/    |
| Deschise    |            | /a/, /ã/ |             |

### Consoane
|                 | Bilabiale           | Labio- dentale | Alveolare           | (Alveolo-) Palatală | Velare            | Labio- velare       | Glotale     |
| Oclusive surde  | [p]                 |                | [t]                 |                     | [k]               | [kʷ] ⟨ku⟩           | [ʔ] ⟨'⟩     |
| Fricative surde |                     |                | [s]                 | [ɕ] ⟨ch⟩            | [x ~ h] ⟨h⟩       | [x ~ h] ⟨h⟩         | [x ~ h] ⟨h⟩ |
| Oclusive sonore | [ᵐb ~ m] ⟨mb⟩ ~ ⟨m⟩ |                | [ⁿd ~ n] ⟨nd⟩ ~ ⟨n⟩ | [ᵈj ~ ɲ] ⟨j⟩ ~ ⟨ñ⟩  | [ᵑɡ ~ ŋ] ⟨ng⟩     | [ᵑɡʷ ~ ŋʷ] ⟨ngu⟩    |             |
| Sonante sonore  |                     | [ʋ ~ ʋ̃] ⟨v⟩    |                     | [ᵈj ~ ɲ] ⟨j⟩ ~ ⟨ñ⟩  | [ɰ ~ ɰ̃] ⟨g⟩ ~ ⟨g̃⟩ | [w ~ w̃] ⟨gu⟩ ~ ⟨g̃u⟩ |             |
| Bătute          |                     |                | [ɾ ~ ɾ̃] ⟨r⟩         |                     |                   |                     |             |

Consoanele sonore au alofone orale (stânga) înainte vocale orale și alofone nazale (dreapta) înainte vocale nazale.
Există de asemenea consoana [ⁿt] (scris ⟨nt⟩). Consoana vibrantă /r/ (scris ⟨rr⟩) și consoanele /l/, /f/ și /j/ (scris ⟨ll⟩) provin din limba spaniolă.
Consoana orală [ᵈj] este pronunțat deseori în dialecte [dʒ], [ʒ] sau [j], iar alofonul nazal rămâne mereu [ɲ].

### Accent și oscilație
Toate cuvintele în limba guarani se termină cu un sunet vocalic, iar accentul se pune în mod normal mereu pe ultima silabă. Sufixe rămân neaccentuate.
Limba guarani are o caracteristică specială denumită oscilație: Multe cuvinte care încep cu sunetul /t-/ schimbă acest sunet dacă sunt folosite în relații posesive.
| guarani | română | guarani  | română     | guarani | română        |
| ------- | ------ | -------- | ---------- | ------- | ------------- |
| tape    | drum   | che rape | drumul meu | hape    | drumul lui/ei |
| téra    | nume   | nde réra | numele tău | héra    | numele lui/ei |

Mai demult, și unele cuvinte care nu încep cu sunetul /t-/ fac această mutație consonantică:
| guarani | română | guarani    | română                  | guarani | română      |
| ------- | ------ | ---------- | ----------------------- | ------- | ----------- |
| óga     | casă   | ñande róga | casa noastră (inclusiv) | hóga    | casa lui/ei |

## Gramatică
Limba guarani este o limbă aglutinantă, deseori clasificat chiar ca limbă polisintetică și folosește așadar foarte multe afixe. Ordinea cuvintelor este subiect-verb-obiect, iar dacă subiectul este omis obiect-verb.
Guarani pură (Guaraniete) este o limbă fără gen gramatical și fără articol hotărât, iar sub influența din limba spaniolă la se folosește acum deseori ca articol hotărât pentru cuvinte în singular, iar lo pentru cuvinte în plural.

### Pronume
|          | Persoana I                       | Persoana a II-a | Persoana a III-a    |
| singular | che                              | nde             | ha'e                |
| plural   | ñande (inclusiv), ore (exclusiv) | peẽ             | ha'ekuéra / hikuái1 |

1 Hikuái se folosește după un verb.
Limba guarani deosebește între ñande (inclusiv persoana cu care se vorbește) și ore (exclusiv persoana cu care se vorbește) pentru persoana a III-a plural.
Pronumele reflexiv este je: ahecha ("Mă uit."); ajehecha ("Mă uit la mine.")

## Vocabular

### Numeralele
Limba guarani are un sistem de numerație cu baza 5 (un sistem cvinar). Există doar cuvinte pentru numerele de la 1 până 5, 10, 100 și 1.000. Numerele de la 6 până 9 se compun din cuvântul pentru cinci (po, care înseamnă de asemenea "mână"), urmat de numărul 1 (peteĩ), 2 (mokõi), 3 (mbohapy) sau 4 (irundy). Așa se compun și numerele între 11 și 19, folosind cuvântul pentru 10 (pa) ca bază. 20 se formează din cuvântul pentru 2, urmat de 10 (mokôipa). Nu există cuvinte pentru "milion" sau numere mai mari. Pentru numere mari se folosesc de obicei numere spaniole.
| număr | guarani | număr | guarani     | număr | guarani         | număr | guarani   |
| ----- | ------- | ----- | ----------- | ----- | --------------- | ----- | --------- |
| 1     | peteĩ   | 11    | pateĩ       | 21    | mokôi papeteî   | 40    | irundypa  |
| 2     | mokõi   | 12    | pakôi       | 22    | mokôipa mokôi   | 50    | popa      |
| 3     | mbohapy | 13    | paapy       | 23    | mokôipa mbohapy | 60    | poteîpa   |
| 4     | irundy  | 14    | parundy     | 24    | mokôipa irundy  | 70    | pokôipa   |
| 5     | po      | 15    | papo        | 25    | mokôipa po      | 80    | poapypa   |
| 6     | poteî   | 16    | papoteî     | 26    | mokôipa poteî   | 90    | porundypa |
| 7     | pokôi   | 17    | papokôi     | 27    | mokôipa pokôi   | 100   | sa        |
| 8     | poapy   | 18    | papoapy     | 28    | mokôipa poapy   | 1000  | su        |
| 9     | porundy | 19    | paporundyii | 29    | mokôipa porundy | 2000  | mokõisu   |
| 10    | pa      | 20    | mokôipa     | 30    | mbohapypa       | 10000 | pasu      |

Numărul 631 este poteîsa mbohapypa peteî, iar 1999 su porundysa porundypa porundy în guarani.

### Zilele săptămânii
| română   | guarani  |
| -------- | -------- |
| duminică | arateî   |
| luni     | arakôi   |
| marți    | araapy   |
| miercuri | ararundy |
| joi      | arapo    |
| vineri   | arapoteî |
| sâmbătă  | arapokôi |

## Ortografie
Limba guarani are o ortografie fonemică și folosește alfabetul latin cu șase digrame și semne diacritice. Litere B, C, D și H se folosesc doar în digrame, iar litere F, Q, W, X și Z nu se folosesc deloc. Litera L și digrama Rr se folosesc doar în cuvinte preluate din limba spaniolă. Tilda pe o vocală înseamnă că această vocală este pronunțat nazală: ã, ẽ, ĩ, õ, ũ, ỹ. Accentul ascuțit (´) se folosește pentru a marca accentuarea (muanduhe). Dacă accentul ascuțit este omis, atunci se accentuează ultima silabă.
Guarani nu a folosit nici un sistem de scriere în timpul precolumbian. Standardizarea ortografiei s-a făcut abia în 1950 la un congres în Montevideo.

### Alfabetul guarani (Avañe'ẽme Achegety)
Alfabetul guarani are 33 litere: 21 consoane (6 fiind digrame), 12 vocale și un semn pentru ocluziune glotală.
| Alfabetul guarani | Alfabetul guarani | Alfabetul guarani | Alfabetul guarani | Alfabetul guarani | Alfabetul guarani | Alfabetul guarani | Alfabetul guarani | Alfabetul guarani | Alfabetul guarani | Alfabetul guarani | Alfabetul guarani | Alfabetul guarani | Alfabetul guarani | Alfabetul guarani | Alfabetul guarani | Alfabetul guarani | Alfabetul guarani | Alfabetul guarani | Alfabetul guarani | Alfabetul guarani | Alfabetul guarani | Alfabetul guarani | Alfabetul guarani | Alfabetul guarani | Alfabetul guarani | Alfabetul guarani | Alfabetul guarani | Alfabetul guarani | Alfabetul guarani | Alfabetul guarani | Alfabetul guarani | Alfabetul guarani | Alfabetul guarani | Alfabetul guarani |
| ----------------- | ----------------- | ----------------- | ----------------- | ----------------- | ----------------- | ----------------- | ----------------- | ----------------- | ----------------- | ----------------- | ----------------- | ----------------- | ----------------- | ----------------- | ----------------- | ----------------- | ----------------- | ----------------- | ----------------- | ----------------- | ----------------- | ----------------- | ----------------- | ----------------- | ----------------- | ----------------- | ----------------- | ----------------- | ----------------- | ----------------- | ----------------- | ----------------- | ----------------- | ----------------- |
| Literă            | Aa                | Ãã                | Ch ch             | Ee                | Ẽẽ                | Gg                | G̃g̃                | Hh                | Ii                | Ĩĩ                | Jj                | Kk                | Ll                | Mm                | Mb mb             | Nn                | Nd nd             | Ng ng             | Nt nt             | Ññ                | Oo                | Õõ                | Pp                | Rr                | Rr rr             | Ss                | Tt                | Uu                | Ũũ                | Vv                | x                 | Yy                | Ỹỹ                | '                 |
| Nume              | a                 | ã                 | che               | e                 | ẽ                 | ge                | g̃e                | he                | i                 | ĩ                 | je                | ke                | le                | me                | mbe               | ne                | nde               | nge               | nte               | ñe                | o                 | õ                 | pe                | re                | rre               | se                | te                | u                 | ũ                 | ve                |                   | y                 | ỹ                 | puso              |
| Fonem             | [a]               | [ã]               | [ɕ]               | [e]               | [ẽ]               | [g]               | [ŋ]               | [x~h]             | [i]               | [ĩ]               | [ᵈj]              | [k]               | [l]               | [m]               | [ᵐb]              | [n]               | [ⁿd]              | [ᵑɡ]              | [ⁿt]              | [ñ]               | [o]               | [õ]               | [p]               | [ɾ]               | [r]               | [s]               | [t]               | [u]               | [ũ]               | [v]               | [h]               | [ɨ]               | [ɨ̃]               | [ʔ]               |

## Cuvinte în limba română împrumutate din limba guarani
Multe cuvinte, mai ales pentru flora și fauna din America de Sud, au fost preluate în spaniolă sau în portugheză din limba guarani sau din limba tupí, care este înrudită cu guarani. Din spaniolă sau portugheză aceste cuvinte au fost împrumutate în limba română. Exemple sunt: aguti (akuti), ananas (ananá), ară (araraca), caatinga (kaa tínga), curara (curaré), jabiru (jabiru), jaguar (jaguaretá), nandu (ñandú), petunia (petun), piranha (pira aña), tapir (tapira), tatu (tatú) și tucan (tukana). Numele statelor Paraguay și Uruguay provine de asemenea din guarani.